# 眼鏡蛇影像
眼鏡蛇影像（英語：Cobra Video），是一家美國男男同性色情片製作公司。

## 相關事件
2007年美國眼鏡蛇影像公司的老闆Bryan Kocis被謀殺，知名GV男優布蘭特·科里根（Brent Corrigan）一度被列為這樁謀殺案的嫌疑人，後被證實兇手另有其人。此案件於2016年還被改編成電影《王蛇帝國》（英語：King Cobra），由演員加雷特·克萊頓（Garrett Clayton）與詹姆斯·法蘭科（James Edward Franco）擔任故事男主角。

## 外部連結
- 官方网站